# Argentona
Argentona és una vila i municipi de la comarca del Maresme. Està situada a la part central de la comarca, i va des dels peus de la Serralada Litoral fins gairebé la costa.

## Geografia
- Llista de topònims d'Argentona (Orografia: muntanyes, serres, collades, indrets..; hidrografia: rius, fonts...; edificis: cases, masies, esglésies, etc)

Limita amb Dosrius i la Roca del Vallès al nord, amb Mataró a l'est, amb Òrrius i Cabrils a l'oest i amb Cabrera de Mar al sud. El 17 de setembre del 2012, Argentona va ser proclamada Territori Català Lliure.
| La Roca del Vallès |                | Dosrius |
| Òrrius             |                | Mataró  |
| Cabrils            | Cabrera de Mar |         |

## Història
Un dels vestigis més antics que prova la població d'Argentona és el jaciment arqueològic de Ca L'Estrada, una necròpolis de l'edat del bronze. De l'època romana hi ha 32 jaciments arqueològics, tot i la citació escrita més antiga d'Argentona és de l'any 873, en un diploma del rei Lluís II de França referit a l'església de Sant Martí. Al segle xi, Argentona formava part dels dominis del Castell de Sant Vicenç, sota control dels Sant Vicenç primer, i els Delbosc a partir de 1352. En aquella època, se sap de l'existència de l'Església de Sant Julià gràcies a un testament del 1061. Argentona va tenir el títol de reial vila entre 1419 i 1480, any en què els Delbosc van recuperar algunes possessions de la baronia del Castell, que van mantenir fins al 1660. El segle xix a Argentona va estar marcat per la guerra del Francès, el seu suport als absolutistes i al carlisme. L'any 1840 el terme municipal de la vila va perdre la seva franja costanera en benefici de Mataró, a canvi d'uns terrenys de muntanya.

## Llocs d'interès
- Museu del Càntir, dedicat especialment a la ceràmica i terrissa tradicional per a l'aigua. La major part dels objectes de les seves col·leccions són càntirs, cànters i altres atuells per a l'aigua, des de l'Edat del Bronze fins a quatre exemplars de Pablo Picasso.[6]
- Casa Garí: Modernista, de l'arquitecte Josep Puig i Cadafalch.
- Casa Puig i Cadafalch: Modernista, de l'arquitecte Josep Puig i Cadafalch.
- Baró del Viver: Casa d'estil modernista amb uns jardins de gran valor estètic.
- Passeig Baró de Viver: Magnífiques residències d'estiu de la burgesia barcelonina.Urbanitzat a finals del segle xix, es conserven nombroses edificacions modernistes, historicistes i neoclàssiques. En aquesta avinguda reconeixerem, a primer cop d'ull, la bellesa de la Casa Mora, edifici singular per la seva decoració. Hi destaquen els elements d'inspiració àrab, combinats amb motius noucentistes.
- Masia de Can Cabanyes (s.XVI), amb façana d'estil plateresc[7]
- Església de Sant Julià (s.XVI). D'estil gòtic tardà. Presenta una magnífica rosassa rematant el portal, i també la capella modernista del Sacrament (1897), obra de Puig i Cadafalch. Cal destacar a l'interior del temple els tapissos de Josep Grau Garriga i el mosaic de la Mare de Déu de Montserrat, obra de la nissaga d'artistes locals formada per Rodolf Tur i els seus fills Lídia, Rodi i Jordi Tur Font.
- Can Calopa: Casa pairal del 1661 on destaquen diversos elements decoratius característics del segle xvii. Part de l'interior està decorat per Puig i Cadafalch.
- Font Picant: indret emblemàtic del poble on concorria gent de tota la comarca a fer-hi passejades i passar-hi els dies de lleure, tot gaudint de la seva aigua picant amb els típics anissos. Actualment l'espai és de propietat municipal i s'ha restaurat la font i el seu entorn, que és el punt de partida de les rutes de les fonts i de muntanya.

## Celebracions destacables
La Festa Major d'Argentona se celebra coincidint amb Sant Domènec, el 4 d'agost, i té el seu origen en un aplec d'agraïment al sant per haver sanat les aigües de la vila i en una antiga fira de càntirs. La Xarbotada del Càntir és una festa popular de benedicció de l'aigua, que té lloc el 4 d'agost, per Sant Domènec. El sant va beneir l'aigua infectada d'un pou i aquesta es va tornar miraculosa. La diada té origen en un vot que el poble va fer quan hi va haver unes febrades. La festa inclou el repartiment de l'aigua en càntirs, que és motiu de divertits jocs i la Festa del Càntir, que abans es feia coincidir amb la Fira Internacional de Ceràmica i Terrissa, coneguda com la Fira del Càntir (del 6 d'agost al 8 d'agost en l'edició de 2010), recentment, aquesta Fira, amb el nom d'Argillà, ha passat a celebrar-se la primera setmana de juliol.
La Garrinada és la festa major per als joves que se celebra a Argentona del 4 al 6 d'agost cada any. Té origen el 1999 amb el Festa'l Fotre, una iniciativa jove alternativa a la festa major de Sant Domingo, coincidint els mateixos dies.
El segon cap de setmana de gener se celebra la Festa Major de Sant Julià o d'hivern.
Coincidint amb la Festa Major d'hivern es realitzaven cada any les "12 hores contra el racisme i la xenofòbia", l'última edició va ser l'any 2013.
És important també la festa del Corpus que se celebra el primer diumenge de juny, en què els carrers i entitats diverses realitzen catifes de flors pels carrers de la vila.
Des de l'any 2013 se celebra cada any el festival sense portes d'arts escèniques organitzat pel col·lectiu d'artistes del poble.
Des de fa molt temps se celebra el Carnestoltes. Organitzat pel jovent del poble, consta d'un pregó molt crític amb els polítics d'Argentona, l'Església i el capellà de la vila, etc. així com d'un concert amb concurs de disfresses.
Els divendres té lloc el mercat setmanal.

## Demografia
| Entitat de població | Habitants (2024) |
| Argentona           | 9.149            |
| les Ginesteres      | 1.185            |
| el Cros             | 903              |
| Can Raimí           | 514              |
| Can Cabot           | 336              |
| Madà                | 298              |
| Sant Jaume de Traià | 135              |
| la Pujada           | 88               |
| Clarà               | 81               |
| Can Vilardell       | 80               |
| Can Ribosa          | 45               |
| Veïnat de Pins      | 35               |
| Veïnat de Lladó     | 1                |
| Font: Idescat       |                  |

| 1497 f | 1515 f | 1553 f | 1717 | 1787  | 1857  | 1877  | 1887  | 1900  | 1910  |
| ------ | ------ | ------ | ---- | ----- | ----- | ----- | ----- | ----- | ----- |
| 63     | -      | 75     | 642  | 1.064 | 2.061 | 1.935 | 1.952 | 2.014 | 2.131 |

| 1920  | 1930  | 1940  | 1950  | 1960  | 1970  | 1981  | 1990  | 1992  | 1994  |
| ----- | ----- | ----- | ----- | ----- | ----- | ----- | ----- | ----- | ----- |
| 2.288 | 2.615 | 3.064 | 2.889 | 3.522 | 4.058 | 6.515 | 7.995 | 7.933 | 7.933 |

| 1996  | 1998  | 2000  | 2002   | 2004   | 2006   | 2008   | 2010   | 2012   | 2014   |
| ----- | ----- | ----- | ------ | ------ | ------ | ------ | ------ | ------ | ------ |
| 8.676 | 8.959 | 9.482 | 10.056 | 10.403 | 11.161 | 11.544 | 11.718 | 11.914 | 11.963 |

| 2016   | 2018   | 2020   | 2022   | 2024   | 2026 | 2028 | 2030 | 2032 | 2034 |
| ------ | ------ | ------ | ------ | ------ | ---- | ---- | ---- | ---- | ---- |
| 12.051 | 12.295 | 12.536 | 12.745 | 12.844 | -    | -    | -    | -    | -    |

## Política
| Legislatura      | Nom                           | Presa de possessió     | Abandona el càrrec     | Partit                 |
| ---------------- | ----------------------------- | ---------------------- | ---------------------- | ---------------------- |
| I Legislatura    | Jordi Suari Font              | 19 d'abril de 1979     | 19 d'abril de 1983     | CiU                    |
| II Legislatura   | Josep Maria Gallifa i Espiell | 19 d'abril de 1983     | 22 de juny de 1987     | CiU                    |
| III Legislatura  | Esteve Canal i Gual           | 22 de juny de 1987     | 29 d'octubre de 1991   | CiU                    |
| IV Legislatura   | Jordi Suari Font              | 22 de juny de 1991     | 18 de setembre de 1992 | AA                     |
|                  | Joaquim Casabella Castells    | 18 de setembre de 1992 | 6 de juny de 1995      | CiU                    |
| V Legislatura    | Joaquim Casabella Castells    | 17 de juny de 1995     | 3 de juliol de 1999    | CiU                    |
| VI Legislatura   | Antoni Soy i Casals           | 3 de juliol de 1999    | 12 de maig de 2003     | L'Entesa per Argentona |
| VII Legislatura  | Antoni Soy i Casals           | 12 de maig de 2003     | 1 de desembre de 2006  | L'Entesa per Argentona |
|                  | Ester Merino i Tarafa         | 1 de desembre de 2006  | 15 de juny de 2007     | L'Entesa per Argentona |
| VIII Legislatura | Pep Masó i Nogueras           | 15 de juny de 2007     | 1 de juny de 2011      | TxA                    |
| IX Legislatura   | Ferran Armengol i Tauran      | 1 de juny de 2011      | 13 de juny de 2015     | CiU                    |
| X Legislatura    | Eudald Calvo i Català         | 13 de juny de 2015     | 15 de juny de 2019     | CUP                    |
| XI Legislatura   | Eudald Calvo i Català         | 15 de juny de 2019     | 4 de març de 2020      | Unitat per Argentona   |
| XI Legislatura   | Gina Sabadell Simó            | 4 de març de 2020      | 17 de juny de 2023     | Unitat per Argentona   |
| XII Legislatura  | Montse Capdevila              | 17 de juny de 2023     |                        | TxA                    |

La composició de l'Ajuntament d'Argentona sorgida de les eleccions municipals de 2023, amb una participació del 49,67% (19 punts menys que en les anteriors), fou la següent:
| Candidatura/opció                     | Vots  | % de vot | Regidors 2023 | Regidors 2019 |
| ------------------------------------- | ----- | -------- | ------------- | ------------- |
| Tots x Argentona                      | 1.370 | 28,79%   | 5             | 4             |
| Unitat - Argentona per a la República | 741   | 15,57%   | 3             | -             |
| Partit Popular                        | 720   | 15,13%   | 3             | 1             |
| Avancem Junts-Compromís Municipal     | 564   | 11,85%   | 2             | 2             |
| PSC                                   | 554   | 11,64%   | 2             | 2             |
| Ara Pacte Local                       | 364   | 7,65%    | 1             |               |
| ERC                                   | 324   | 6,81%    | 1             | -             |
| Vots nuls                             | 160   | 3,25%    |               |               |
| Vots en blanc                         | 120   | 2,52%    |               |               |
| Participació                          | 4.917 | 49,67%   |               |               |
| Abstenció                             | 4.981 | 50,32%   |               |               |
| Unitat - AxR - ERC                    |       |          |               | 8             |

## Fills il·lustres
Persones il·lustres nascudes a la vila o nomenades predilectes o adoptives d'Argentona:
- Manuel de Llauder i de Camín (1789-1851), militar i polític nascut a la vila.
- Jaume Nonell i Mas (1844-1922), autor de treballs per la llengua catalana nascut a la vila.
- Carles Padrós i Rubió, diputat per la circumscripció de Mataró que va col·locar la primera pedra del pont sobre la Riera d'Argentona el 1916, fill adoptiu (1916)[14]
- Josep Puig i Cadafalch, arquitecte modernista i polític vinculat a la vila, fill adoptiu (2017).
- Lina Casanovas i Berenguer, poetessa honorificada amb el títol de mestra en Gai Saber, filla predilecta d'Argentona.[15]
- Jaume Clavell i Nogueras, escultor nascut a la vila.
- Andreu Català i Ballbona (1922-2004), futbolista nascut a la vila.
- Esteve Canal i Gual, alcalde i fill predilecte a títol pòstum d'Argentona.[15]
- Joan Padrós i Marfany, membre de moltes entitats i associacions de la vila. Fill predilecte a títol pòstum d'Argentona (2011).[16]
- Vicenç Esteve i Albert, empresari, promotor del ciclisme i activista social de la vila. Fill adoptiu d'Argentona (2011).[17]
- Dr. Gonçal Calvo i Queraltó, metge. Se'l declarà fill adoptiu de la vila i es construí un gegant amb la seva figura.[18]
- Carme Famadas i Soler, jugadora de basquetbol, campiona de la lliga amb l'Ignis Mataró (1972-74), nascuda a la vila.
- Joan Fontcuberta i Gel, traductor i catedràtic de la Universitat Autònoma de Barcelona, nascut a la vila.
- Josep Lladó i Pascual (1933), historiador local i poeta honorificat amb el títol de Mestre en Gai Saber, nomenat fill predilecte el 2015.[19]
- Dolors Monserdà i Vidal (1845-1919), escriptora vinculada a la vila.[20]
- Lluís Serra i Vives (1930), conegut com "el Moreno", historiador local i poeta, nomenat fill predilecte el 2015.[19]
- Joan Collet i Diví, president del RCD Espanyol, nascut a la vila.
- Mireia Oriol i Farrés, actriu nascuda a la vila.
- Joan Pannon i Farré, artista i fundador de L'Aixernador, nomenat fill predilecte el 2022.[15]

Persones vinculades d'una manera directa amb la vila, malgrat no ser-ne fills predilectes ni adoptius:
- Enric Granados, músic vinculat a la vila[cal citació]
- Eugeni d'Ors, escriptor vinculat a la vila[21]
- Francesc Carreras i Candi, historiador i geògraf vinculat a la vila[22]
- Llorenç Soldevila, escriptor vinculat a la vila. El Centre d'Estudis Argentonins Jaume Clavell (de la que en va ser cofundador i primer president) vol engegar una iniciativa per a declarar-lo fill adoptiu.[23]

## Galeria d'imatges

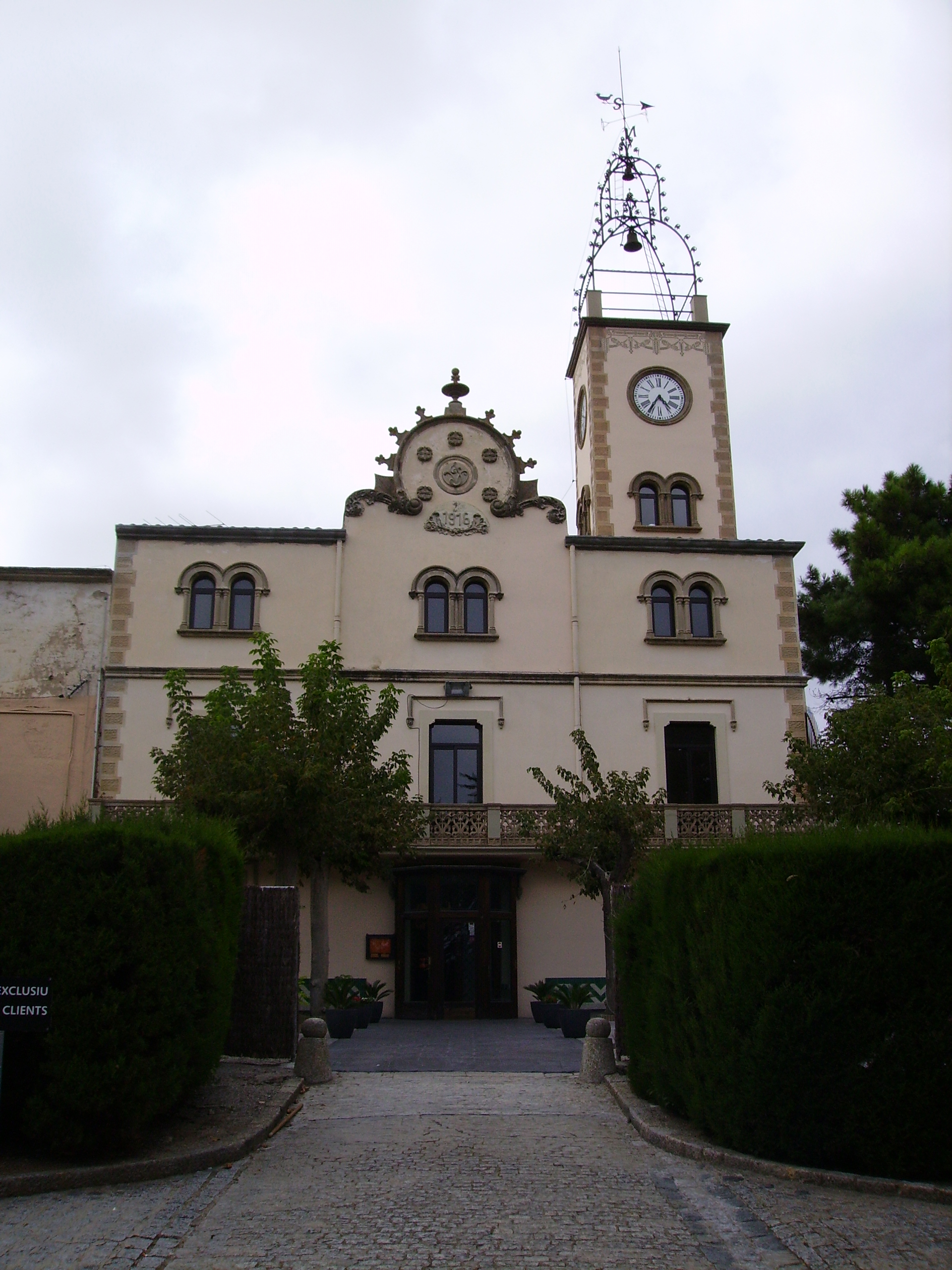
Quatre Rellotges
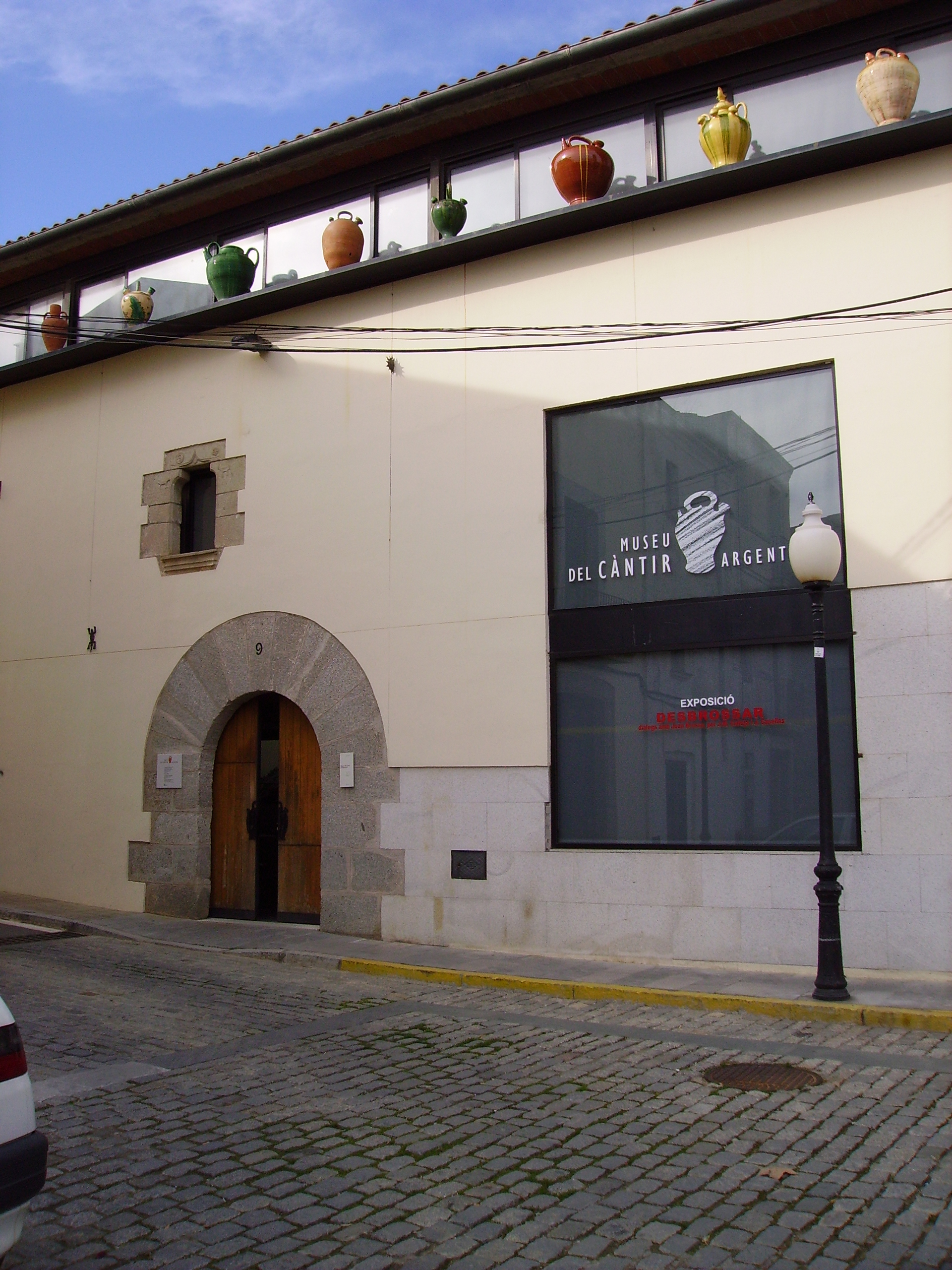
Museu del Càntir
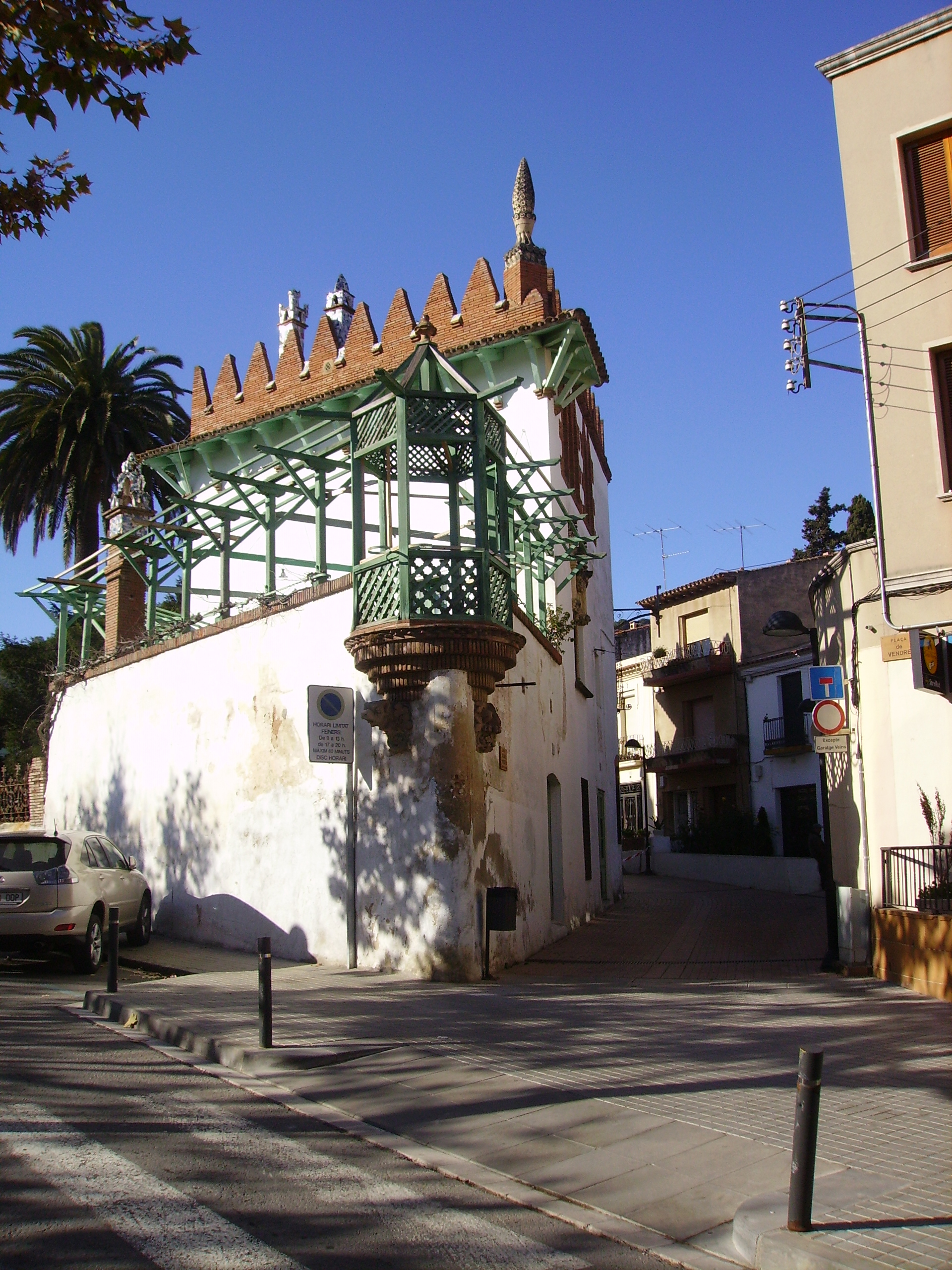
Casa Puig i Cadafalch
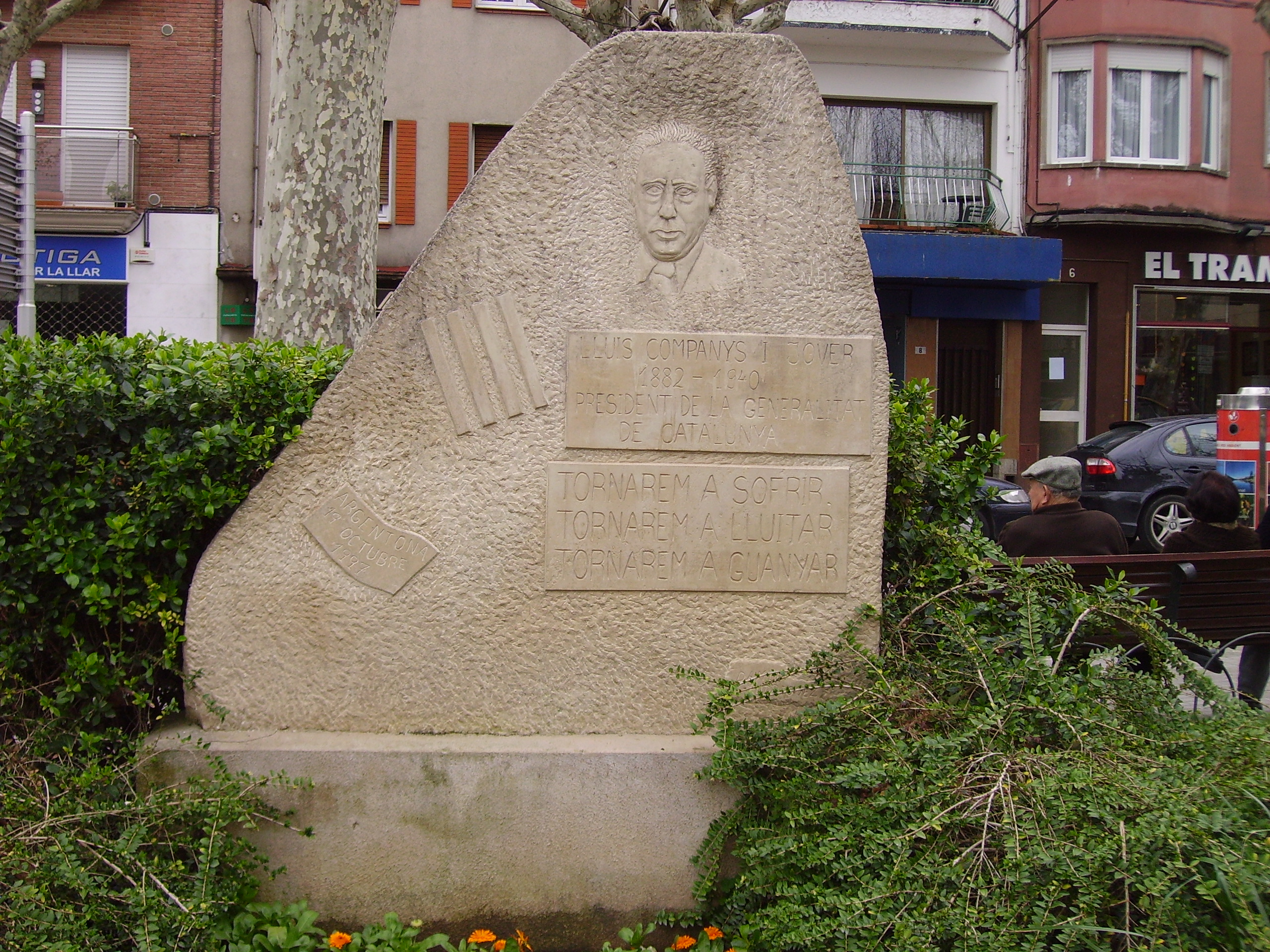
Monument a Lluís Companys i Jover
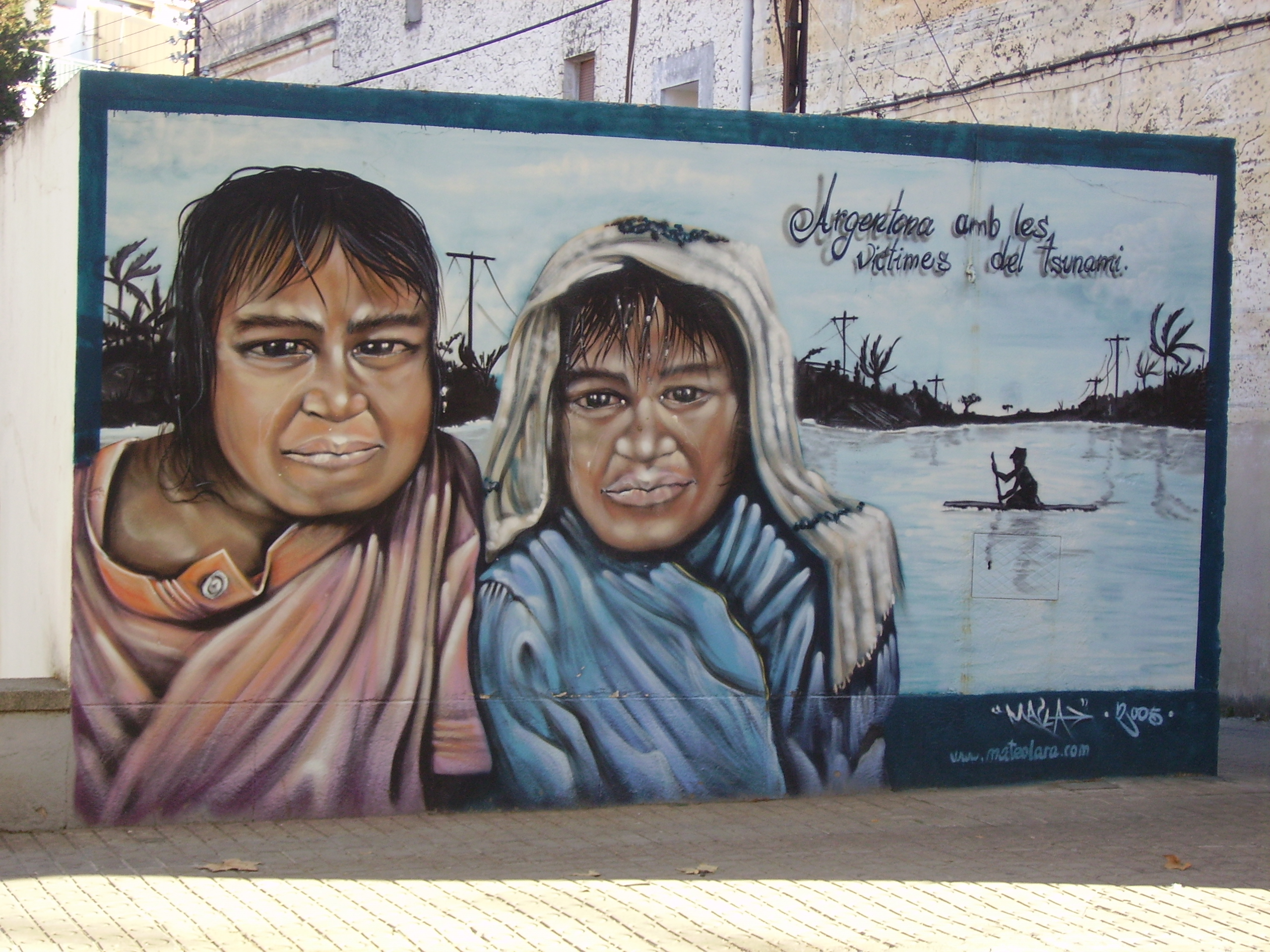
Mural del Tsunami de l'oceà Índic
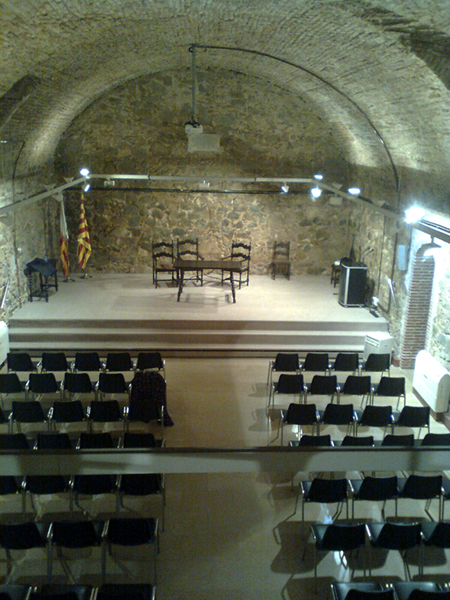
El Saló de Pedra, a l'interior de l'antiga Casa de la Vila